# 大酒店 (斯德哥爾摩)
大酒店（Grand Hôtel）是位於瑞典首都斯德哥爾摩的一座五星級酒店。大酒店成立於1872年，是由一位法國人設立，在1872年6月14日開業。自1901年開始，參加諾貝爾獎頒獎典禮的嘉賓及其家人下榻在大酒店。大酒店現在有300個房間和31個套房，是瑞典唯一的The Leading Hotels of the World酒店。